# Simon Müller (Sportler)
Simon Müller  (* 1994) ist ein Schweizer Unihockeyspieler, der beim Nationalliga-A-Verein Floorball Köniz unter Vertrag steht.

## Karriere
Müller startete seine Karriere bei Floorball Köniz, ehe er 2013 zum ersten Mal in der ersten Mannschaft des Nationalliga-A-Vertreters zum Einsatz kam. Seit der Saison 2015/16 wurde er fix in das Kader der ersten Mannschaft integriert. Im Frühjahr 2019 verlängerte Müller seinen laufenden Vertrag mit dem Club aus der Berner Vorstadt. Er bestritt für die Berner seine sechste Nationalliga-A-Saion. Am 30. Oktober 2019 verkündete Floorball Köniz, dass sich Müller eine Verletzung am Oberschenkel zugezogen hatte und erst auf die neue Saison wieder für Floorball Köniz auflaufen kann. Im Frühling 2020 stieg Müller wieder ins Sommertraining ein.